# Schafstein

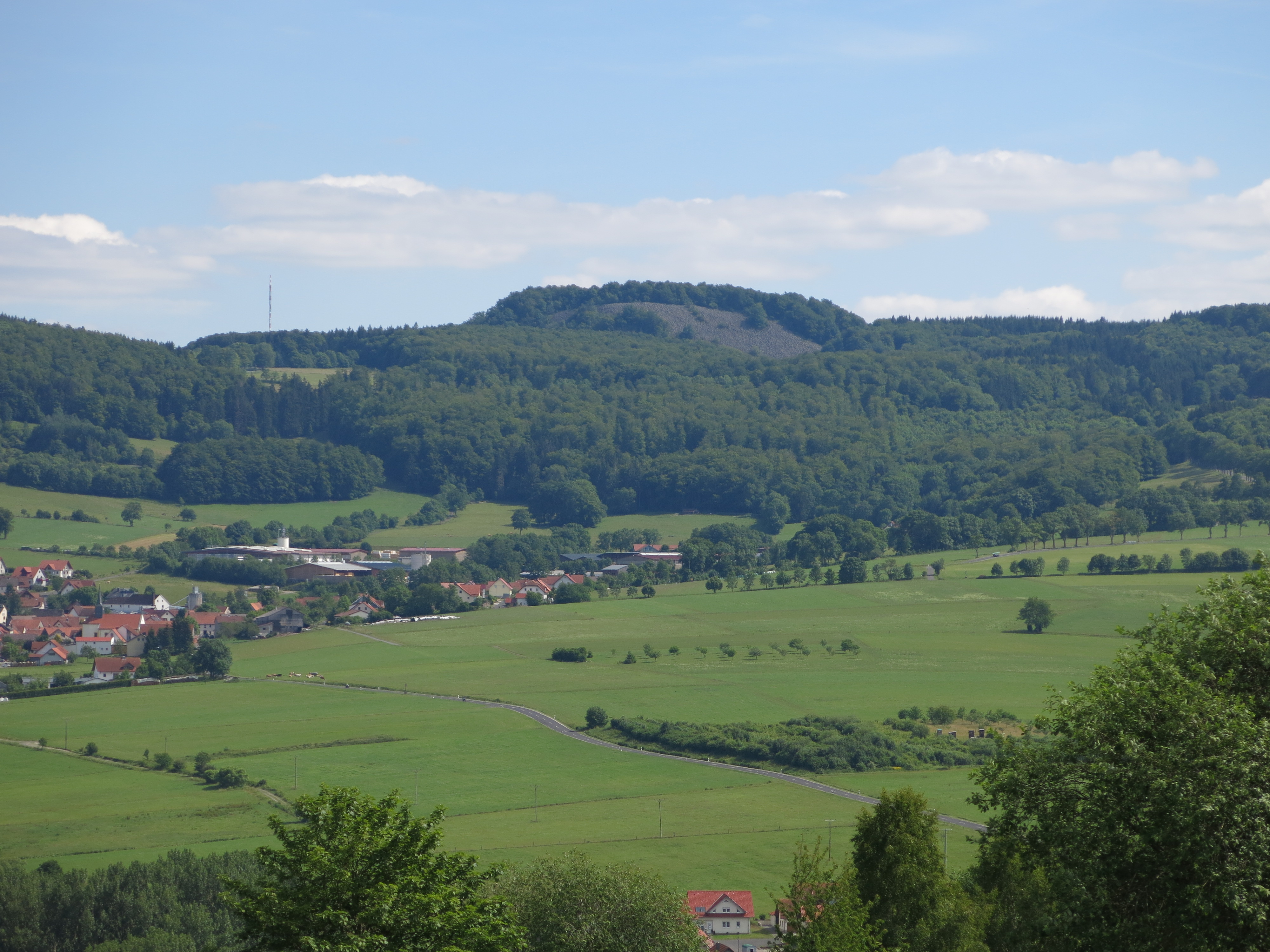
Ansicht von Norden

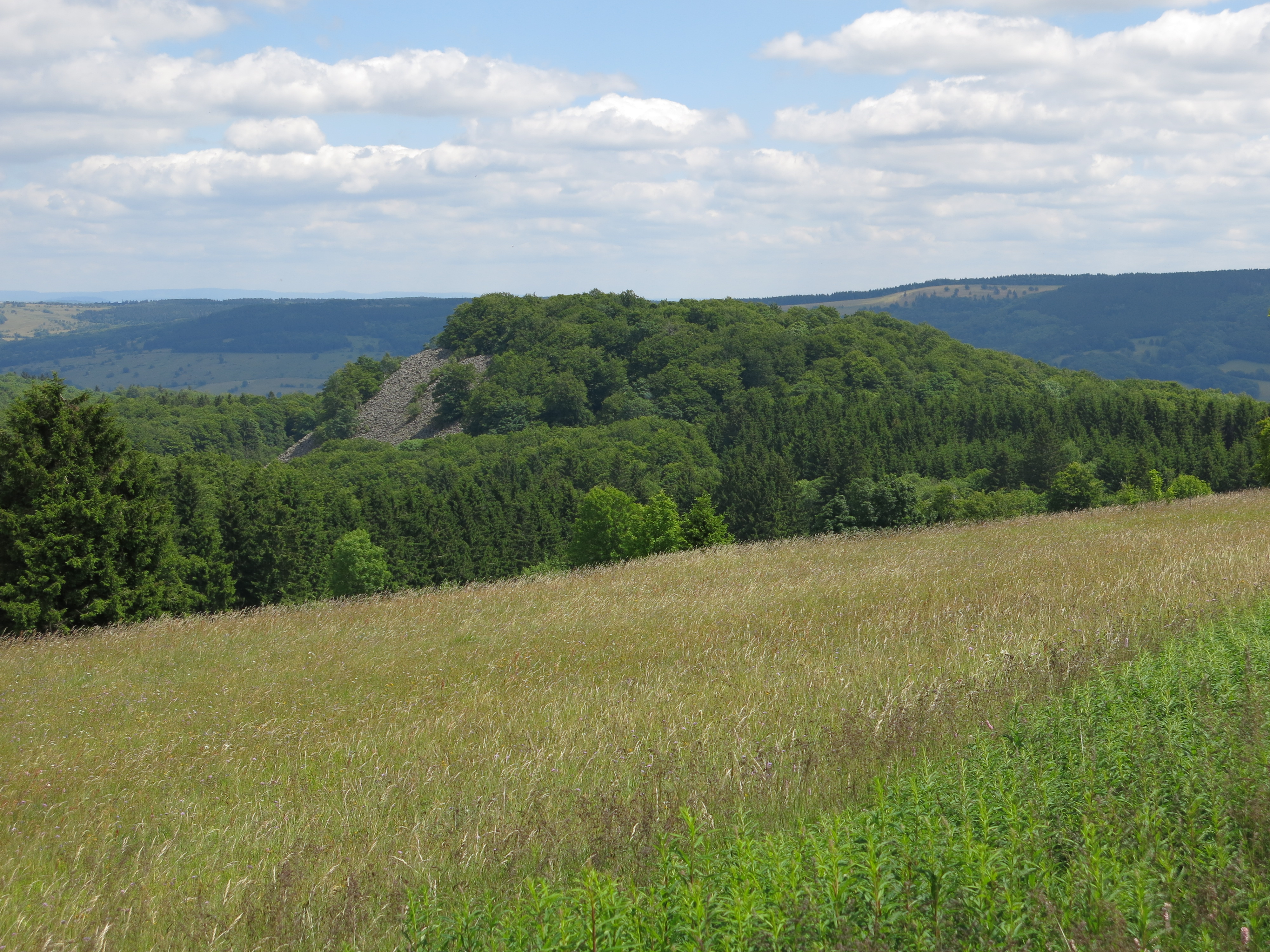
Ansicht von Westen

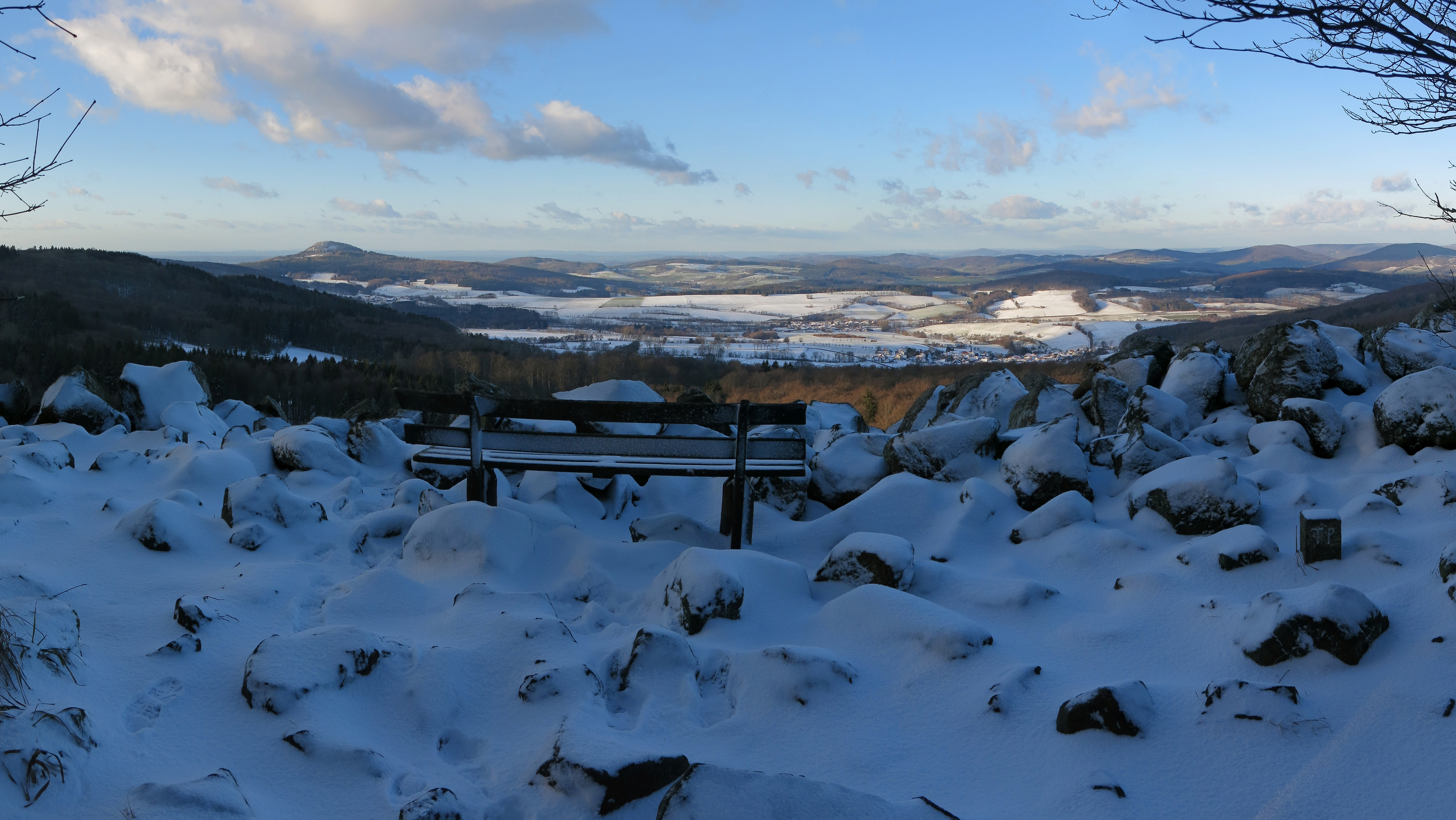
Winter auf dem Schafstein

Der Schafstein ist ein 831,8 m ü. NHN hoher Berg in der Rhön bei Wüstensachsen im hessischen Landkreis Fulda (Deutschland).

## Geographie

### Lage
Als Teil der Hohen Rhön erhebt sich der Schafstein sowohl im Naturpark Hessische Rhön als auch im Biosphärenreservat Rhön. Der Gipfel des in der Gemarkung der Gemeinde Ehrenberg befindlichen Berges liegt 2,1 km westlich des Hauptortes Wüstensachsen und 2,1 km südsüdöstlich des Ortsteils Reulbach sowie 3,2 km nordöstlich des Gersfelder Ortsteils Obernhausen. Die Wasserkuppe ragt 2,7 km westsüdwestlich empor. Von den Parkplätzen dort erreicht man den Schafstein zu Fuß in etwa einer Stunde. 

### Naturräumliche Zuordnung
Der Schafstein gehört in der naturräumlichen Haupteinheitengruppe Osthessisches Bergland (Nr. 35), in der Haupteinheit Hohe Rhön (354) und in der Untereinheit Zentrale Rhön (354.1) zum Naturraum Wasserkuppenrhön (354.10).

### Fließgewässer
Auf dem Übergangsbereich zur Wasserkuppe liegt der Grumbachborn, der den südlich vorbei am Schafstein verlaufenden Ulster-Zufluss Grumbach speist. Dort entspringt auch der Reulbach, der westlich vorbei am Berg nach und durch Reulbach zum Brandbach fließt. Auf der Nordwestflanke des Berges liegt der Schafsteiner Brunnen, dessen Rinnsal den Reulbach speist.

## Natur

### Blockhalden
An den zumeist sehr steilen Berghängen des Schafsteins liegen unzählige, wild durcheinander gewürfelte und oftmals recht große Basaltbrocken. Sie bilden an der Nord- und Ostseite des Berges zwei bis zu 30 m mächtige Blockhalden, die zusammen eine Fläche von 3,6 ha bedecken. Sie sind bis zu 240 m lang und 100 m breit. Es handelt sich um fossile Blockgletscher. Hier ist das Eis, das die Hälfte des Volumens eines aktiven und in Bewegung befindlichen Blockgletschers ausmacht, bereits geschmolzen. Die Wälle im unteren Bereich der Blockhalden am Schafstein sind ebenso typische Kennzeichen eines fossilen Blockgletschers wie die Bauminseln in geschlossenen Mulden, die durch das Abschmelzen von Eislinsen im Untergrund entstanden sind. Bemerkenswert sind die besonderen klimatischen Verhältnisse, welche häufig mit einer Blockhalde einhergehen. So bildet sich im Sommer am Fuß des Hangs ein Kaltluftsee aus, während im Winter an seinem oberen Ende Warmluft nachgewiesen werden kann.

### Flora
Der Schafstein hat einen bemerkenswert urwaldähnlichen Laubbaumbestand, vorwiegend Buchen und Edellaubholz. Darüber hinaus gedeihen seltene Pflanzen wie Märzenbecher, Bärlapp, Geflecktes Knabenkraut und Türkenbund.

### Schutzgebiete
Auf dem Schafstein liegen das Naturschutzgebiet Schafstein bei Wüstensachsen (CDDA-Nr. 165354; 1966 ausgewiesen; 1,2361 km² groß) sowie Teile der Landschaftsschutzgebiete Hessische Rhön (CDDA-Nr. 378477; 1967; 410,3172 km²) und, auf dem Südwestteil, Hohe Rhön (CDDA-Nr. 378482; 1997; 44,2082 km²). Außerdem befinden sich auf ihm Teile des Fauna-Flora-Habitat-Gebiets Hochrhön (FFH-Nr. 5525-351; 48,0962 km²) und des Vogelschutzgebiets Hessische Rhön (VSG-Nr. 5425-401; 360,8013 km²).